# Олтарь
Олтарь — деревня в Чистоозёрном районе Новосибирской области. Входит в состав Барабо-Юдинского сельсовета.

## География
Площадь деревни — 80 гектаров.

## Население
| 2002 | 2007 | 2010 |
| ---- | ---- | ---- |
| 185  | ↘155 | ↘126 |

## Инфраструктура
В деревне по данным на 2007 год функционируют 1 учреждение здравоохранения и 1 учреждение образования.